# Wilhelm Roux
Wilhelm Roux (Jena, 9 de junio de 1850-Halle, 15 de septiembre de 1924) fue un zoólogo y embriólogo alemán, fundador de la embriología experimental.

## Biografía
Roux nació y se educó en Jena (Alemania), donde asistió a la universidad y estudió con Ernst Haeckel. También fue a la universidad en Berlín y Estrasburgo y estudió con Gustav Schwalbe, Friedrich Daniel von Recklinghausen y Rudolf Virchow. Aunque se formó como médico clínico, dedicó su carrera a la biología experimental. Su tesis doctoral sobre el desarrollo embriológico de los vasos sanguíneos fue uno de los primeros estudios seminales de modelización biofísica, un hito en el estudio del sistema cardiovascular.

## Trayectoria
Durante diez años Roux trabajó en Breslavia (actual Wroclaw) y en 1879 se convirtió en director de su propio Instituto de Embriología. Fue profesor en Innsbruck (Austria) de 1889 a 1895, y después aceptó una cátedra en el Instituto Anatómico de la Universidad de Halle, puesto que conservó hasta 1921.
Las investigaciones de Roux se basaban en el concepto de Entwicklungsmechanik o mecánica del desarrollo: investigaba los mecanismos de adaptación funcional de huesos, cartílagos y tendones a malformaciones y enfermedades. Su metodología consistía en interferir en embriones en desarrollo y observar el resultado. Las investigaciones de Roux se realizaron principalmente en huevos de rana para investigar las primeras estructuras del desarrollo de los anfibios. Su objetivo era demostrar el funcionamiento de los procesos darwinistas a nivel celular.
Combinados con el redescubrimiento del trabajo de Gregor Mendel de 1866 sobre los elementos hereditarios en los guisantes, estos resultados pusieron de relieve el papel central de los cromosomas como portadores de material hereditario. En la división celular, la célula se divide en dos mitades con el mismo número de cromosomas, similares a los de la célula madre y de naturaleza diploide.
En 1885 Roux extrajo una sección de la placa medular de un pollo embrionario y lo domesticó en una solución salina caliente durante 13 días, estableciendo el principio del cultivo de tejidos que más tarde retomarían Ross Granville Harrison y Paul Alfred Weiss.
En 1888, Roux publicó los resultados de una serie de experimentos con defectos en los que tomó embriones de rana de 2 y 4 células y mató la mitad de las células de cada embrión con una aguja caliente. Informó de que crecían medios embriones y conjeturó que ya se había determinado la función separada de las dos células. Esto le llevó a proponer su teoría del «mosaico» de la epigénesis: tras unas pocas divisiones celulares, el embrión sería como un mosaico en el que cada célula desempeñaría su función única en el diseño completo.
Al cabo de unos años, la teoría de Roux fue refutada por los estudios de su colega Hans Driesch y más tarde, con mayor precisión, Hans Spemann demostró que, por regla general, las conclusiones de Driesch eran correctas, pero que podían obtenerse resultados como los de Roux tras intervenir en determinados planos. A pesar de este temprano desliz hacia una falacia reduccionista, la metodología mecánica pionera de Roux iba a resultar de lo más fructífera en la biología del siglo XX.

## Investigación
Las dos grandes líneas de investigación de la obra de Roux fueron la explicación de la adaptación funcional y la embriología experimental, que fundó al mismo tiempo que el fisiólogo Pflüger.
- En su obra Der Kampf der Teile im Organismus (1881), Roux comparó la lucha por la supervivencia entre los organismos con la competición entre las partes de un organismo en desarrollo (teoría de la "selección celular"). Esta analogía le condujo a la polémica en torno a la diferenciación embrionaria. Diez años después, Roux se decantaba por la tesis de la diferenciación independiente (autodiferenciación), a partir de uno de sus experimentos más célebres: el aislamiento de uno de los blastómeros de un cigoto de rana, que demostró dar lugar a medio embrión. Más tarde, los resultados de este experimento fueron refutados por los experimentos con erizos de mar realizados por su discípulo Hans Driesch. No obstante, Roux no dejó de tener en cuenta la diferenciación dependiente, distinguiendo tres tipos de diferenciación (Roux, 1885): la autodiferenciación, la diferenciación dependiente y la combinada.[4][5]
- Roux investigó también la influencia del medio en el desarrollo, diseñando multitud de experimentos que trataban de evaluar la influencia de la gravedad, la temperatura, la luz o el magnetismo terrestre en el desarrollo embrionario.
- Roux trato de averiguar como se generaba, a partir del huevo, la organización del individuo. Supuso que en el huevo se hallaban, de algún modo, las directrices organizadoras. Se planteó la pregunta de como estas indicaciones se iban transmitiendo en forma cada vez más precisa y específica a medida que el huevo se dividía. En 1888 realizó una serie de experimentos para averiguar cómo se generaba, a partir del huevo, la organización del individuo. Tomando huevos de rana que acababan de dividirse por primera vez, realizó una serie de experimentos en los cuales destruía una de las dos células y observaba el desarrollo de otra. Encontró que siempre obtenía solo medio embrión: unas veces la mitad delantera, otras la posterior o una de las mitades longitudinales.

## Obra
- (1881) Der Kampf der Teile im Organismus (La lucha de las partes en el organismo)
- (1885) Beiträge zur Entwinckelungsmechanik des Embryo
- (1890) Über die Entwicklungsmechanik der Organismen
- (1895, 2 vol.) Geschichtliche Abhandlung über Entwicklungsmechanik
- (1905) Die Entwicklungsmechanik
- (1912) Terminologie der Entwicklungsmechanik

## Citas
1. ↑  «Embriología – Wilhelm Roux». especialidades.sld.cu. Consultado el 13 de septiembre de 2024.
2. 1 2 3 4  «Wilhelm Roux». es.Alegsaonline.com. 20 de diciembre de 2021. Consultado el 14 de septiembre de 2024.
3. ↑  «CAAT: Animals and Alternatives in Testing: History, Science, and Ethics». web.archive.org. 25 de febrero de 2006. Consultado el 14 de septiembre de 2024.
4. ↑  wiki (12 de septiembre de 2015). «Experimentos de roux y driesch». Wiki Biología. Consultado el 14 de septiembre de 2024.
5. ↑  «La biología del desarrollo, heredera de la embriología clásica». Consultado el 14 de septiembre de 2024.